# Alberto Gana Urzúa
Alberto Gana Urzúa; (Talca, 1850 - Santiago, 1917). fue un agricultor y político conservador chileno. 
Hijo de Francisca Urzúa Moreno y Agustín Gana Castro. 
Hizo sus estudios en el Colegio de los Sagrados Corazones de Santiago (1866-1872). Se dedicó luego a la agricultura, en el fundo Los Montes, en la zona de Curicó, que pertenecía a su madre. No contrajo matrimonio, aunque tenía fama de galán.[cita requerida]
Fue miembro del Partido Conservador y fue elegido Diputado por Talca (1891-1894), formando parte de la comisión permanente de Higiene. 